# Route nationale 14 (Burkina Faso)
Pour les articles homonymes, voir Route nationale 14.
La route nationale 14 (RN 14) est une route du Burkina Faso allant, depuis son intersection à Poa, de Koudougou à Djibasso puis à la frontière malienne. Sa longueur est d'environ 300 km.

## Tracé
- Route nationale 1
  - Poa
  - Ralo
  - Bayandi-Palogo
  - Yagoam
  - Ramongo-Tanguin
- Koudougou
  - Goundi
  - Koukouldi
  - Ténado
  - Tio
  - Tiogo
  - Tiogo-Mouhoun
  - Bissandérou
  - Sao
  - Tchériba
  - Tikan
  - Karo
  - Konandia
- Dédougou
  - Aérodrome de Dédougou
  - Bourasso
- Nouna
  - Soin – la route n'est plus goudronnée après cette localité
  - Konankoira
  - Yallo
  - Bomborokuy
- Djibasso
  - Kolokan
  - Frontière entre le Burkina Faso et le Mali où elle devient la route nationale 1 vers Bénéma